# 12062 Tilmanspohn
12062 Tilmanspohn este o planetă minoră (asteroid), cu un diametru de 3,821 km, din centura de asteroizi. A fost descoperită pe 24 martie 1998 la Caussols de OCA-DLR Asteroid Survey⁠(d). 
Obiectul prezintă o orbită caracterizată de o semiaxă mare de 2,5714033 UAi, o excentricitate de 0,2, o înclinație de 6,26614 ° în raport cu ecliptica.